# Koky (počítačová hra)
Koky je hra pro počítače Sinclair ZX Spectrum a kompatibilní (například Didaktik). Jedná se o hru českého původu, autorem je Michal Janáček. Vydavatelem hry byla společnost Proxima – Software v. o. s., hra byla vydána v roce 1992 jako součást souboru her Tinny.
Cílem hry je natočit šest barevných kostek tak, aby na horní straně kostky byla stejná barva. Ve vyšších úrovní je hra komplikovanější, neboť při otáčení hráčem vybrané kostky se současně otočí i nějaká jiná kostka.